# Будимир, Живко
Живко Будимир (род. 20 ноября 1962) — президент Федерации Боснии и Герцеговины с 2011 по 2015 год.
Родился в Югославии в хорватской семье в западной Боснии, служил в Югославской Народной Армии, в 1979—1984 был членом Компартии. В годы Гражданской войны воевал в составе Хорватской армии, затем участвовал в работе Хорватского совета обороны.
С 1997 года живёт в Мостаре. Ушёл в отставку 2001 году в чине генерал-полковника. После демобилизации начал спортивную карьеру.
Политическую карьеру начал в 2006 году в составе Хорватской партии права. В 2008 году избирался депутатом в городской совет Мостара.
В апреле 2013 года подвергся аресту по подозрению в торговле наркотиками, но уже в мае того же года его отпустили из под стражи. Также ему инкриминировали незаконное владение оружием и взятки взамен на дарование помилования осужденным.